# インディペンデント・ボトラー
ウイスキー業界では100年以上前から、蒸溜所が副収入を得る手段として、ブレンダーやインディペンデント・ボトラー（Independent Bottlers）にウイスキーの樽を売ることが一般的に行われてきた。実際、独立系ボトラーにサービスを提供するためだけに存在し、自らブランドを販売していない蒸溜所もある。
有名なインディペンデント・ボトラーには、1964年にビジネスを開始し、興味深いオールドやレアな表現をリリースし続けているソーホーのミルロイズや、オンライン・スコッチ・ウイスキー・アワードのベスト・インディペンデント・ボトラー・ピープルズ・チョイス賞を3度受賞しているシグナトリー・ヴィンテージなどがある。
米国において、ガラス瓶のみで販売された最初のウイスキーブランドはオールド・フォレスターで、1870年代に独立系ボトラーによって発売された。このブランドは、密封されたボトルで販売されるウイスキーを購入することで、顧客はそのウイスキーがブランドの品質基準を満たし、不純物が混入されていないことを保証できるという考えで宣伝された。
蒸溜所では、ウイスキーの一貫性を確保するために樽の受け渡しも行っている。ウイスキーをブレンドする際には、風味の似た樽を使用することで一貫性を確保している。特定の風味が著しく異なる場合、その蒸溜所らしくないと判断され、「公式」製品のボトリングに使用できないことがある。独立系ボトラーによってボトリングされたウイスキーには、原産地の蒸溜所のラベルが貼られたり貼られなかったりするが、ロゴ、フォント、画像などの蒸溜所の商標は使用しない傾向にある。

## 品質
一般に、独立瓶詰め業者が製造したウイスキーだからといって、それだけで品質がわかるわけではない。独立瓶詰めされたウイスキーは、低価格・高品質の「ボトムシェルフ」商品から最高級クラスのウイスキーまで幅広い。しかし、インディペンデント・ボトラーはそのビジネスモデルの性質上、よりニッチなスタイルの製品を提供することもある。
独立瓶詰めされたウイスキーは、カスクストレングスで瓶詰めされることもある。希釈によって度数を下げると風味も希薄になるため、その結果、風味豊かなウイスキーが生まれることが多い。この工程では、ウイスキーに透明感を与えるために脂肪酸、タンパク質、エステルを除去する。しかし、これらの化合物は味の大部分を占めるため、チルフィルターは風味に影響を与える可能性がある（例えば、エステルは果実のような香りを持つ）。さらに、ウイスキーを単独でボトリングする際にしばしば行われるのが、着色用のカラメルの添加である。
蒸溜所によっては、長い歴史とマーケティング・キャンペーンによって、そのブランドが大きな威信と結びついている場合がある。そのため、独自にボトリングされたウイスキーは、蒸溜所正規でボトリングされたウイスキーよりも高値で取引されることがある。このため、独自にボトリングされたウイスキーのほうがはるかに安価であることが多く、愛好家やウイスキー愛飲家は、それほど高額を支払わずに「より希少な」古いウイスキーを試すことができる。しかし、蒸溜所は一貫性を保つよう努力し、評判を落とさないよう気を配っていることが多いため、正規ボトルの方が信頼できる場合もある。

## シークレット・ボトリング
独立系のボトラーによってボトリングされたウイスキーの中には、原産地の蒸溜所が特定されないまま販売されているものもある。これらはしばしば「シークレットボトリング」と呼ばれる。蒸溜所の名前が伏せられているのは、生産者である蒸溜所が自社がリリースするウイスキーにのみ自社の名前を冠することを望んでいるためか、ボトラーがラベルを変更したり企業秘密を明かしたりすることなく、さまざまな蒸溜所からウイスキーを購入できるようにするためである。
この種の秘密主義は必ずしも絶対的なものではない。ダグラス・レインのオールドモルトカスクシリーズの「タクティカル・セレクション」は、そうでないボトリングの一例である。ボトラーズは蒸溜所を明言していないが、多くのインディペンデント・ボトリングに見られるように、その起源を知る手がかりがある。タクティカル・セレクションはスカイ島で蒸溜されたが、その当時、スカイ島にはタリスカー蒸溜所しかなかった。
このような手法により、ボトラーは商標や契約上の合意に違反することなく、出所を表示することができる。

## スコットランドにおける規制
2009年に制定されたスコッチ・ウイスキー規制により、2012年11月23日より、小売販売用のラベルが貼られたボトル以外のシングルモルト・スコッチウイスキー（ブレンドではなくシングルモルトのみ）をスコットランドから輸出することが違法となった。同法第7条に該当する規定がある：

(2) 2012年11月22日までの期間中（を含む）、スコットランドから他国へシングルモルト・スコッチ・ウィスキーを木樽やその他の木製容器に入れて移動させてはならない。

(3) 2012年11月23日以降、シングルモルト・スコッチ・ウイスキーをスコットランドから他国へ移動させる場合、小売販売用のラベルが貼られたボトル（不活性な素材でできたもの）以外では移動させてはならない。

## 関連リンク
- ウイスキー
- スコッチ・ウイスキー
- ゴードン&マクファイル
- ブラックアダー (ウイスキー・ボトラー)
- ダグラス・レイン (ウイスキー・ボトラー)
- ダンカン・テイラー (ウィスキー・ボトラー)
- マーレイ・マクダヴィッド
- シグナトリー・ヴィンテージ